# Eduard Caudella
Eduard Caudella (n. 22 mai sau 3 iunie 1841, Iași, Principatul Moldovei — d. 15 aprilie 1924, Iași, România) a fost un compozitor român de muzică de operă, violonist, dirijor, profesor și critic de muzică.

## Biografie
Eduard Caudella descinde dintr-o familie de muzicieni.
Tatăl său, Francisc Caudella (1812-1868), muzician autodidact, a venit din Viena și s-a stabilit la Iași, în 1830, unde a lucrat pentru început ca violoncelist pe lângă trupele de teatru franceză și germană. După ce s-a făcut cunoscut predând muzica unor copii de boieri, a fost numit, la 1 octombrie 1860, ca primul director al nou înființatei școli de muzică, care din 1864 a devenit Conservatorul de muzică și declamațiune..
Bunicul său, Filip Caudella, a publicat în 1822, la Sibiu, prima partitură de cântece românești, dar și o serie de motete compuse de el (1830).
Eduard Caudella a început studiile muzicale la Scheia și Iași (1850-1853) cu Paul Hette (vioară) și Francisc Caudella (teorie-solfegiu), apoi și-a continuat studiile la Berlin și Frankfurt (1853-1857), cu Hubert Ries (1802-1886), Henri Vieuxtemps (vioară) și cu Adolphe Rieß (pian). A plecat apoi la Paris să studieze cu Lambert Massart și cu Delphin Allard.
Între 1861 și 1864 a revenit la Iași, unde a fost violonist la curtea domnească a lui Alexandru Ioan Cuza. A fost inițiat în francmasonerie la 3 decembrie 1866 în Loja Steaua României din Iași. La fel ca tatăl său, Eduard Caudella a predat la școala de muzică, iar între 1892 și 1901 a fost rector al Conservatorului. Între elevii săi s-au numărat Athanasie Theodorini, Mircea Bârsan, Mircea Anghelescu și dirijorul Antonin Ciolan. A fost și primul profesor de muzică al lui George Enescu care, mai târziu, i-a dedicat lui Caudella lucrarea sa pentru vioară „Impresii din copilărie”.
În cadrul Conservatorului din Iași, Eduard Caudella a înființat prima orchestră simfonică, al cărei dirijor a fost.
A mai dirijat și orchestrele de la teatrul românesc (1861-1875), de la trupa da teatru german (1868-1870) și de la opera italiană (1870-1874), unde a condus o serie de opere de Giuseppe Verdi (Lombarzii, Rigoletto, Trubadurul, Ernani), de Gaetano Donizetti (Lucia di Lammermoor, Maria de Rohan), Gioachino Rossini (Bărbierul din Sevilla), Vincenzo Bellini (Norma, Somnambula) și Charles Gounod (Faust, Sapho).
A abordat și repertoriul național, dirijând din Eduard Wachmann (Lipitorile satului), Alexandru Flechtenmacher (Baba Hârca, Cinel Cinel).
A realizat și o serie de compoziții proprii, fiind întemeietorul operei românești.
Mormântul muzicologului Eduard Caudella, aflat în Cimitirul Eternitatea din municipiul Iași, este înscris în Lista monumentelor istorice 2004 - Județul Iași sub nr. 1574 cu codul IS-III-m-B-04307.

## Opere
- Harță Răzeșul (1872)
- Olteanca (1880)
- Hatmanul Baltag (1884)
- Beizadea Epaminonda (1885)
- Fata răzeșului (1885)
- Petru Rareș (1889)
- Traian și Dochia (1917)

## Alte opere
- Concertul de vioară nr. 1 (1915)
- Dochia, baladă orchestrală
- Amintiri din Carpați